# Jasper Breitholt
Jasper Breitholtz (Bretholt), sonson till Marquard II Breetholt; född c:a 1500, död 1566 och begraven i S:t Nicolaikyrkan i Reval, diplomat, rådsherre i Reval, hansaköpman (6). Studerade vid universitetet i Wittenberg 1521 (1), handlade som köpman med Lübeck, Kampen, Zwolle och andra hansastäder, var rådsherre i Reval från 1541 (2). Breitholtz var Revals sändebud till Lübeck 1553 (3) och anlitades därefter för diplomatiska uppdrag t.o.m. 1564. I samband med den Livländska ordensstatens sönderfall vid mitten av 1500-talet sändes en ambassad, där Breitholtz hade en framträdande roll som legat med uppdrag att förhandla om skydd, först med Christian III av Danmark (1558), som emellertid avböjde (4), och sedan med Sverige, vars kung Erik XIV accepterade erbjudandet om överhöghet, varigenom Estland blev en svensk provins (1561). Sedan Breitholtz avsvurit sig trohetseden till den livländske ordensmästaren Gotthard Kettler svor han ny trohetsed den 6 juni 1561 inför kung Erik XIV (5). 